# Edgar Çani
Edgar Junior Çani (Tirana, Albania, 22 de julio de 1989) es un futbolista albanés. Se desempeña como delantero y actualmente milita en el Vibonese Calcio de la Serie C de Italia.

## Clubes
| Club                     | País       | Año         |
| ------------------------ | ---------- | ----------- |
| Pescara Calcio           | Italia     | 2006 - 2007 |
| US Palermo               | Italia     | 2008 - 2011 |
| Ascoli (Cedido)          | Italia     | 2008 - 2009 |
| Calcio Padova (Cedido)   | Italia     | 2009        |
| Piacenza Calcio (Cedido) | Italia     | 2010        |
| Modena F.C. (Cedido)     | Italia     | 2010 - 2011 |
| Polonia Varsovia         | Polonia    | 2011 - 2013 |
| Calcio Catania           | Italia     | 2013 - 2015 |
| Carpi F.C. 1909 (Cedido) | Italia     | 2013 - 2014 |
| F.C. Bari 1908 (Cedido)  | Italia     | 2014        |
| Leeds United (Cedido)    | Inglaterra | 2015        |
| A.C. Pisa                | Italia     | 2015 - 2017 |
| Partizani                | Albania    | 2017 - 2018 |
| Vibonese Calcio          | Italia     | 2018 -      |

## Selección nacional
Ha sido internacional con la selección de fútbol de Albania; donde hasta ahora, ha jugado 16 partidos internacionales y ha anotado 4 goles por dicho seleccionado.